# Macropanesthia rhinoceros
La cucaracha cavadora gigante o cucaracha rinoceronte (Macropanesthia rhinoceros) es una especie de insecto blatodeo perteneciente a la familia de los blabéridos. Son insectos nativos de Australia y se encuentran principalmente en las zonas tropicales de Queensland. A algunas personas les gusta usarlas como mascotas y las describen como fáciles de cuidar, aunque son algo difíciles de conseguir fuera de Australia[cita requerida]. Son la especie de cucarachas más pesada del mundo (aunque no la de mayor longitud) con un peso de hasta 35 g y una longitud de hasta 80 mm. Pueden vivir hasta 10 años. A diferencia de otras cucarachas, no tienen alas y no son consideradas una plaga. Esta cucaracha juega un papel vital en el ecosistema mascando hojas muertas y reciclando otros materiales. Fieles a su nombre, pueden cavar en la tierra hasta una profundidad de alrededor de 1 m, donde crean un hogar permanente. La especie es ovovivípara.